# Rocher des Pendus
Rocher des Pendus est un îlot de la rade de Marseille.
Il s'agit d'un gros rocher désertique.

## Histoire
Alphonse V d’Aragon qui pille Marseille le 21 novembre 1423 y fait accrocher au gibet douze des plus notables habitants de la ville, d'où le nom de l'île.
Accessible à la nage à partir du port de Malmousque, elle comporte un petit obélisque à son sommet.